# Felbamaat
Felbamaat (merknaam: Taloxa van Schering-Plough) is een anti-epilepticum dat gebruikt wordt als adjuvante behandeling bij het syndroom van Lennox-Gastaut bij kinderen vanaf 4 jaar. Felbamaat kan de frequentie of de ernst van de epileptische aanvallen verminderen, maar de mate waarin het werkzaam is kan moeilijk voorspeld worden. Het kan ook ernstige bijwerkingen vertonen. Het wordt enkel voorgeschreven wanneer alle andere beschikbare anti-epileptica niet voldoen. De werkzaamheid moet zorgvuldig opgevolgd worden en als het na twee à drie maanden onvoldoende effect heeft mag het niet verder genomen worden.
Het is beschikbaar in de vorm van tabletten of als een suspensiedrank.

## Contra-indicaties
Felbamaat mag niet gebruikt worden bij patiënten met bloedbeeldafwijkingen of verstoorde leverfunctie.
Felbamaat passeert de placenta en gaat over in moedermelk.

## Bijwerkingen
De vaakst voorkomende bijwerkingen zijn maag-darmklachten, slaperigheid, hoofdpijn en wazig zien. Felbamaat kan echter in zeldzame gevallen (minder dan 0,1%) zeer ernstige bijwerkingen hebben die fataal kunnen zijn, met name bloedbeeldafwijkingen zoals aplastische anemie (beenmergdepressie) en leverbeschadiging.

## Chemisch
De chemische naam van felbamaat is 2-fenyl-1,3-propaandioldicarbamaat. Het is een witte kristallijne vaste stof, weinig oplosbaar in water maar oplosbaar in vele organische solventen. De verbinding werd geoctrooieerd in 1959. Schering-Plough kreeg later een licentie om het middel in Europa te verkopen.
Er zijn verschillende syntheses van felbamaat gepubliceerd. Ze gaan alle uit van de intermediaire stof 2-fenyl-1,3-propaandiol, waarvoor ook verschillende bereidingen bestaan. De oorspronkelijk gepubliceerde syntheses waren:
- de reactie van 2-fenyl-1,3-propaandiol met fosgeen tot het corresponderende dichloorcarbonaat. Dat wordt daarna omgezet in het dicarbamaat door reactie met ammoniak;
- een andere bereiding was de zogenaamde "urethaanuitwisseling". 2 moleculen ethylcarbamaat reageren met 1 molecule 2-fenyl-1,3-propaandiol tot felbamaat, met vrijzetting van ethanol.

Later octrooieerde Avondale Chemical Co. (een dochter van Schering-Plough) de bereiding van felbamaat door de reactie van 2-fenyl-1,3-propaandiol met isocyaanzuur of met chloorsulfonylisocyanaat.